# Пенн Тауншип (округ Йорк, Пенсільванія)
Пенн Тауншип (англ. Penn Township) — селище (англ. township) в США, в окрузі Йорк штату Пенсільванія. Населення — 17 487 осіб (2020).

## Демографія
Згідно з переписом 2010 року, у селищі мешкало 15 612 осіб у 6041 домогосподарстві у складі 4435 родин. Було 6310 помешкань
Расовий склад населення:
| - 95,5 % — білих - 1,2 % — чорних або афроамериканців - 1,1 % — азіатів - 0,1 % — корінних американців |

До двох чи більше рас належало 1,3 %. Частка іспаномовних становила 2,3 % від усіх жителів.
За віковим діапазоном населення розподілялося таким чином: 23,1 % — особи молодші 18 років, 60,1 % — особи у віці 18—64 років, 16,8 % — особи у віці 65 років та старші. Медіана віку мешканця становила 41,3 року. На 100 осіб жіночої статі у селищі припадало 95,9 чоловіків;  на 100 жінок у віці від 18 років та старших — 93,0 чоловіків також старших 18 років.
Середній дохід на одне домашнє господарство  становив 72 020 доларів США (медіана — 61 854), а середній дохід на одну сім'ю — 81 976 доларів (медіана — 74 803). Медіана доходів становила 49 604 долари для чоловіків та 38 966 доларів для жінок. За межею бідності перебувало 6,9 % осіб, у тому числі 7,3 % дітей у віці до 18 років та 4,4 % осіб у віці 65 років та старших.
Цивільне працевлаштоване населення становило 7986 осіб. Основні галузі зайнятості: освіта, охорона здоров'я та соціальна допомога — 24,3 %, виробництво — 17,7 %, роздрібна торгівля — 10,7 %, будівництво — 7,3 %.